# Тагое, Эммануэль
Эммануэль Тагое (англ. Emmanuel Tagoe; род. 10 января 1989) — ганский боксёр-профессионал, выступающий во второй легчайшей, второй полулёгкой, полулёгкой и лёгкой весовых категориях. Чемпион Африки во втором легчайшем весе по версии WBO, интерконтинентальный чемпион во втором легчайшем весе по версии IBF, интернациональный чемпион в лёгком весе по версии WBA и чемпион мира в лёгком весе по версии IBO.

## Карьера
Эммануэль Тагое дебютировал на профессиональном ринге 19 июня 2004 года в поединке против своего соотечественника Ланте Эдди. Бой прошёл в рамках второго легчайшего веса и завершился победой Эдди техническим нокаутом в 5-м раунде. Это поражение стало первым и единственным в профессиональной карьере Эммануэля. 12 августа 2007 года в бою с Абдулом Маликом Джабиром, Тогое завоевал титул чемпиона Ганы в полулёгком весе, а 12 декабря 2009 года защитил титул в бою с Патриком Онике.
6 февраля 2010 года победил южноафриканского боксёра Томпсона Моквану и выиграл титул чемпиона Африки по версии WBO во втором полулёгком весе, а 31 июля 2010 года защитил титул в бою с кенийским боксёром Самуэлем Камау. 25 июня 2011 года победил чилийца Оскара Браво и завоевал вакантный титул интерконтиненетального чемпиона по версии IBF во втором полулёгком весе. Затем перешёл в лёгкий вес. 10 ноября 2012 года победил своего соотечественника Джорджа Эши и выиграл вакантный титул интернационального чемпиона по версии WBA в лёгком весе.
После боя с Эши вернулся во второй полулёгкий вес. 26 апреля 2013 года победил филиппинского боксёра Рональда Понтильяса и завоевал два вакантных титула во втором легчайшем весе — интернационального чемпиона по версии WBA и чемпиона Африки по версии WBO. 9 августа того же года в поединке с американцем Герардо Роблесом выиграл вакантный титул интерконтинентального чемпиона по версии IBF во втором полулёгком весе. После этих боев вновь перешёл в лёгкий вес.
24 апреля 2015 года выиграл вакантный титул интернационального чемпиона по версии WBA в лёгком весе, а 20 ноября 2015 года и 15 июля 2016 года успешно защитил титул. 2 декабря 2016 года победил южноафриканского спортсмена Мзонке Фану и завоевал титул чемпиона мира в лёгком весе по версии IBO, а 27 января 2018 года в бою против аргентинца Давида Соседо успешно защитил титул. 20 октября 2018 года победил намибийского боксёра Паулуса Мозеса и выиграл вакантный титул чемпиона Африки в лёгком весе по версии WBO.